# Warm Springs (Georgia)
Warm Springs ist eine Stadt mit 425 Einwohnern (Stand: 2010) im Meriwether County, Georgia in den Vereinigten Staaten. Das Stadtgebiet hat eine Größe von 3,2 km².

## Geschichte
Im 19. Jahrhundert suchten Bewohner aus Georgia, insbesondere Savannah, in den umliegenden Warmwasser-Quellen Schutz vor Gelbfieber. Die warmen Mineralquellen (32 °C) zogen zu Beginn des 19. Jahrhunderts erste Siedler in die Region. 1832 wurde von David Rose die erste touristische Infrastruktur in Warm Springs geschaffen. Wohlhabende Immobilienbesitzer und Geschäftsleute aus dem Süden nutzten die verschiedenen Standorte während der heißen Sommermonate. Unter diesen Orten gab es auch ein Hotel in der Nähe der warmen Quellen am Fuße der Pine Mountains, das von einflussreichen Gästen wie Henry Clay und John C. Calhoun besucht wurde. Im Jahre 1893 wurde ein größeres Hotelgebäude im viktorianischen Stil mit 180 Zimmern an den warmen Quellen gebaut. Weil das Hotel in Meriwether County lag, erhielt es den Namen  „Meriwether Inn“. Es stand auf einem Hügel mit Blick auf die Felder und die Quellen, die zu einem großen Freiluft-Schwimmbad wurden. Mit dem Anschluss an die Eisenbahn und Postkutsche, zog das Inn Mäzene aus dem ganzen Südosten des Landes an. Zur Jahrhundertwende setzte der Niedergang des Kurortes ein.
1923 erwarb eine Gruppe um George Foster Peabody, einem bekannten Geschäftsmann aus Columbus in Georgia, das Anwesen. 1924 besuchte der spätere US-Präsident Franklin D. Roosevelt Warm Springs, um sich in den warmen Quellen von seiner Poliomyelitis zu erholen. Roosevelt fürchtete sich vor den „Inn“ wegen des unzugänglichen Charakters mit zahlreichen Stufen und Holzkonstruktion  und  wohnte lieber in den Pierson und McCarthy Cottages (bevor er das Little White House baute). Trotz einer großen Belebung aufgrund des Eigentümerwechsels und der Ankunft von Polio-Kranken aus dem ganzen Land (im Zuge der Publicity um Roosevelts Anwesenheit) verkaufte Peabody die Immobilie an Franklin D. Roosevelt für $ 195.000 im Jahr 1926.
Roosevelt kehrte zwei Jahrzehnte lang regelmäßig nach Warm Springs zurück und gründete 1927 die Georgia Warm Springs Foundation als Krankenhaus für Poliomyelitis-Patienten. Die daraus entstandene Rehabilitationsklinik trägt heute den Namen Roosevelt Warm Springs Institute for Rehabilitation und behandelt rund 6000 Patienten pro Jahr.

## Sehenswürdigkeiten

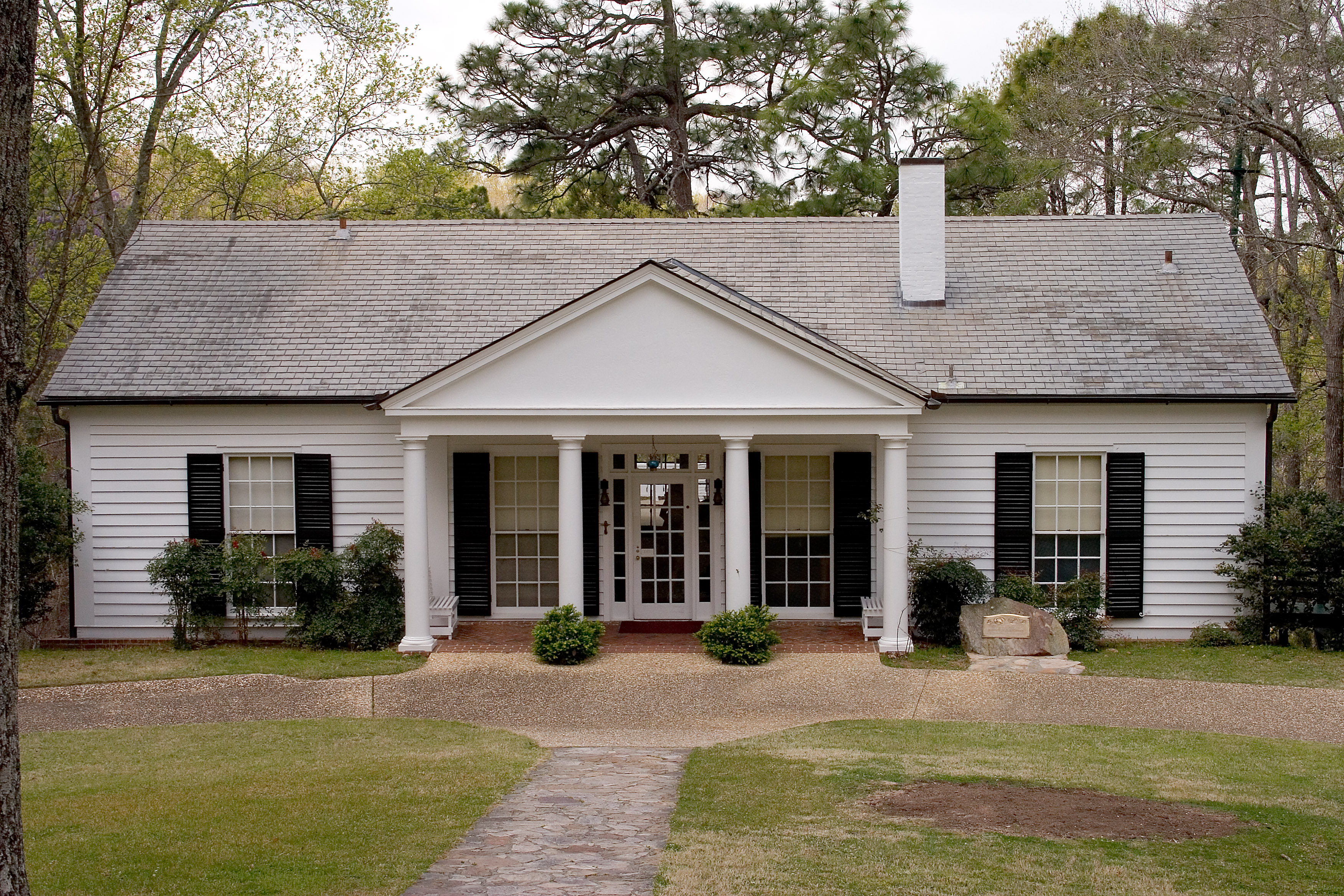
Little White House, das Anwesen Franklin D. Roosevelts
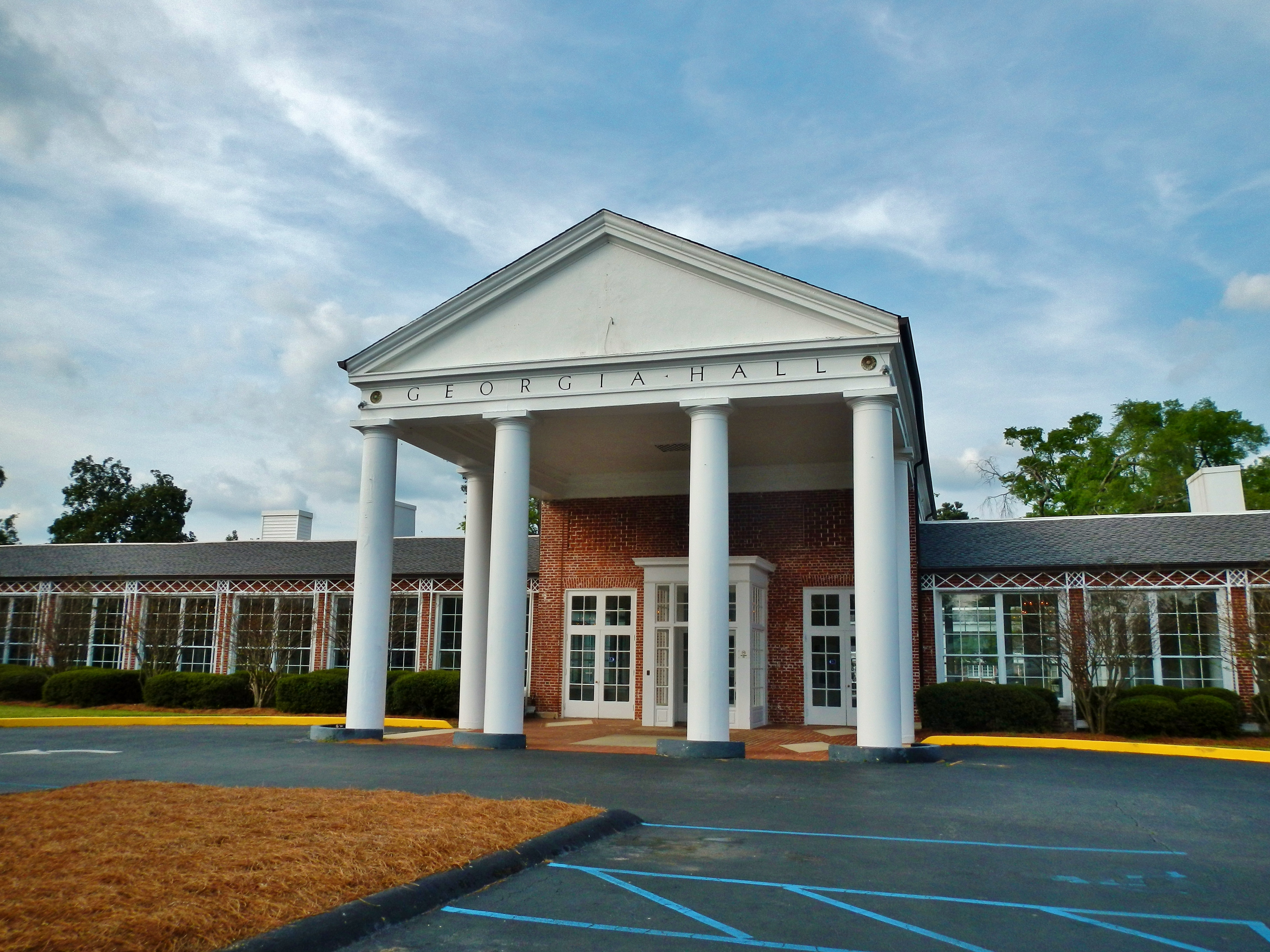
Roosevelt Warm Springs Institute for Rehabilitation

Roosevelt ließ ein kleines Landhaus errichten, das er während seiner Aufenthalte nutzte und in dem er am 12. April 1945 verstarb. Das als „Little White House“ bezeichnete Anwesen ist im ursprünglichen Zustand belassen worden und beherbergt ein Museum.
Im Roosevelt Warm Springs Institute for Rehabilitation befindet sich die Polio Hall of Fame, wo 1958 die Bronzebüsten von 15 Polioforschern sowie von Roosevelt und Basil O’Connor angebracht wurden.

## Film
Die Erkrankung Franklin D. Roosevelts und seine Aufenthalte in Warm Springs sind Thema des US-amerikanischen Fernsehfilms Warm Springs. Die Stadt und die historischen Bäder aus den zwanziger Jahren waren Drehort für einen Großteil der Szenen.